# Johann Gottlieb Fichte
 (mai 2009).
Si vous disposez d'ouvrages ou d'articles de référence ou si vous connaissez des sites web de qualité traitant du thème abordé ici, merci de compléter l'article en donnant les références utiles à sa vérifiabilité et en les liant à la section « Notes et références ».
Johann Gottlieb Fichte (/ˈjoːhan ˈɡɔtliːp ˈfɪçtə/), né le 19 mai 1762 à Rammenau, en Saxe, et mort le 27 janvier 1814 à Berlin, en Prusse, est un philosophe allemand du XIXe siècle. Il fut un des fondateurs du mouvement philosophique connu sous le nom d'idéalisme allemand, qui tira son origine des écrits théoriques et éthiques d'Emmanuel Kant. Émile Bréhier a défini la philosophie de Fichte dans son ensemble comme une « démonstration scientifique de la liberté ».

## Biographie

### Enfance et formation

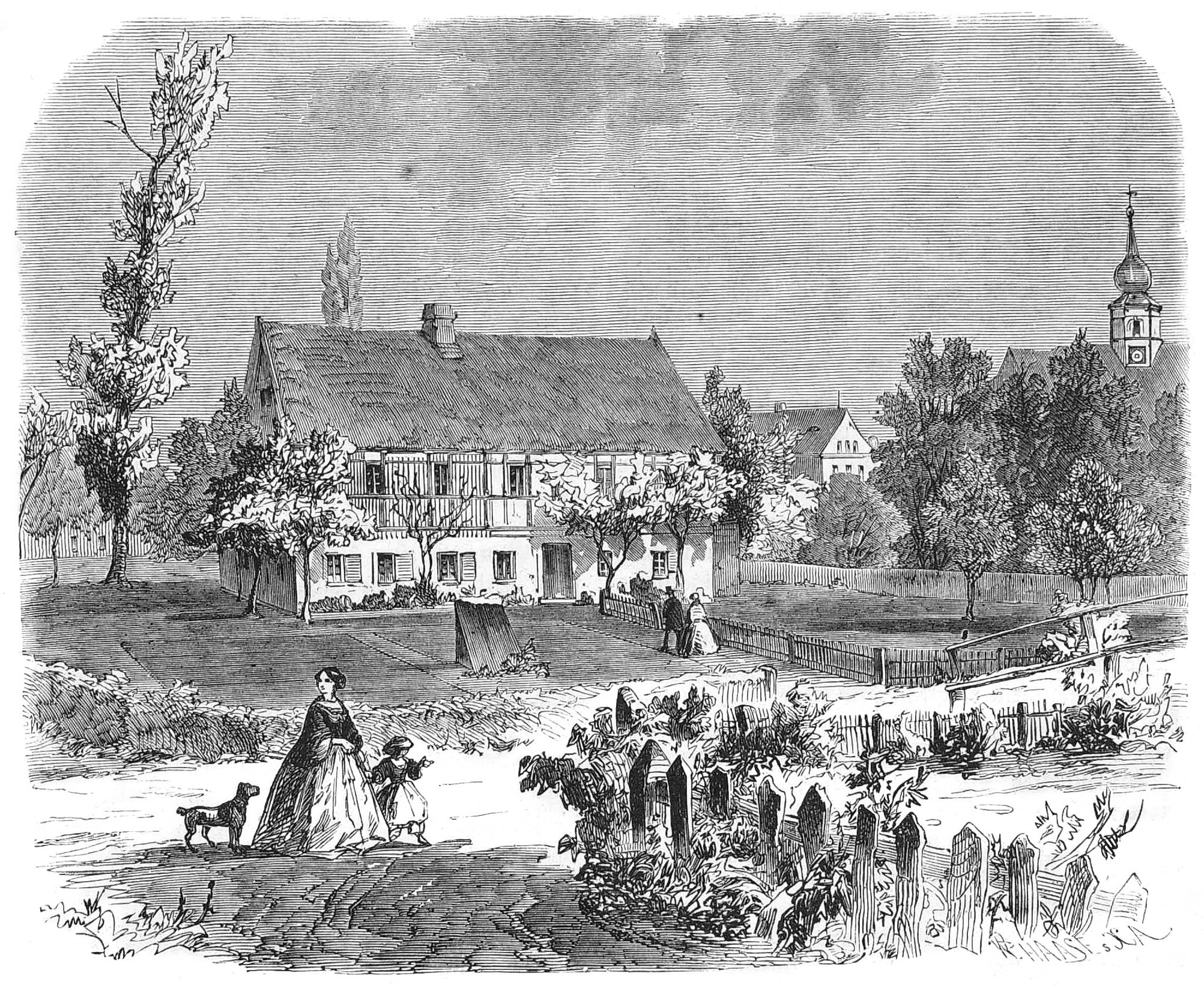
Maison où Fichte est né à Rammenau, dessin de Kantor Riedel

Johann Gottlieb Fichte est né dans l'Électorat de Saxe, à Rammenau en 1762. Il est le premier des huit enfants de Christian Fichte, né en 1737 et décédé en 1812, et de Dorothea, née Schurich, née en 1739 et décédée en 1813. Fichte est issu d'un milieu très modeste. Son père, simple mercier et fabricant de rubans, ne pouvait lui assurer une éducation, et il fut lui-même gardien d'oies jusqu’à l'âge de 12 ans. Lorsque le duc Ernst Haubold von Miltitz (de) (apparenté à la famille du poète-philosophe Novalis) visite Rammenau et manque le sermon du pasteur local, il est orienté vers le jeune Fichte, qui lui en récite l'intégralité par cœur. 

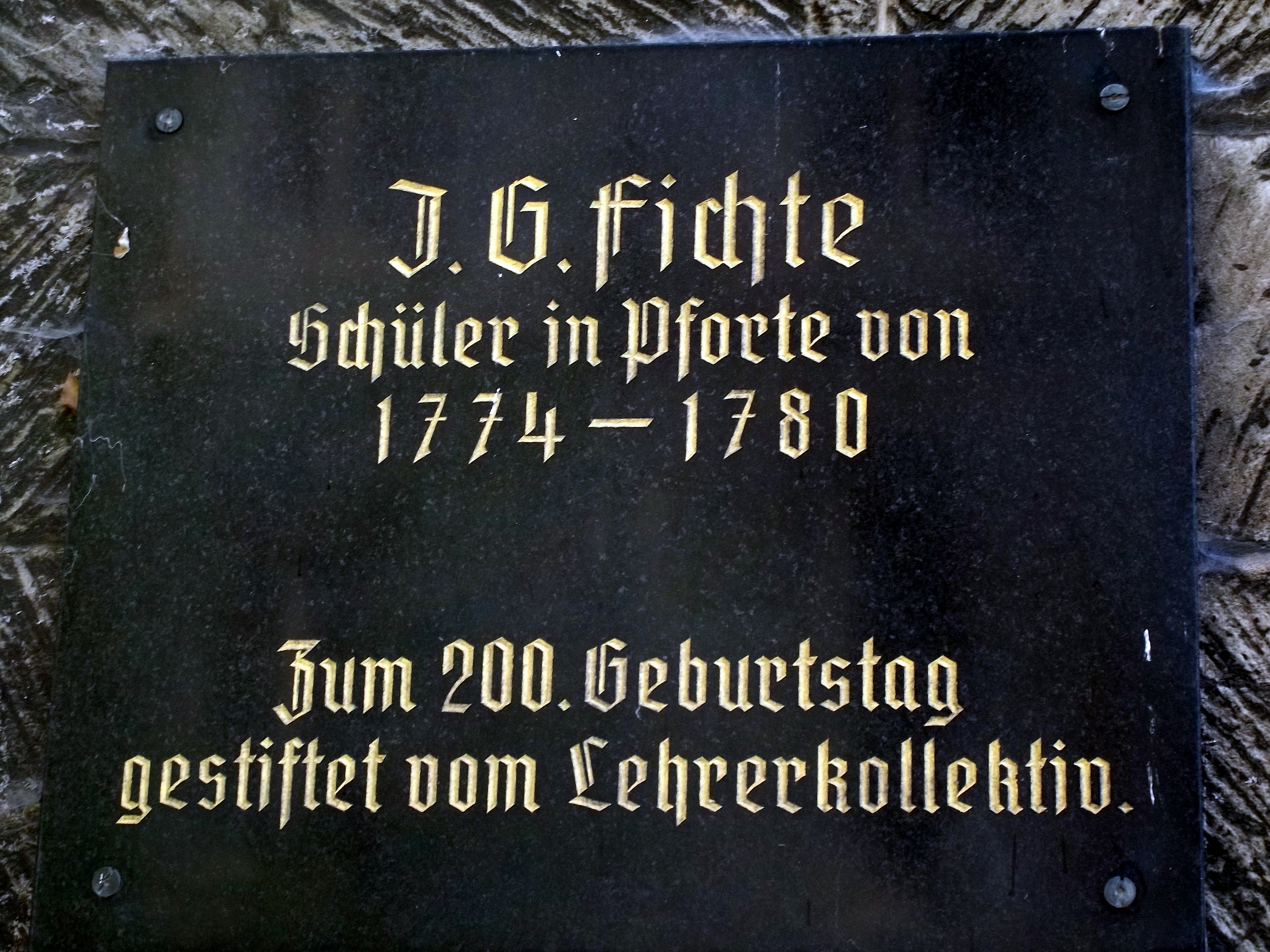
Plaque commémorative: Fichte, élève à la Landesschule Pforta de 1774 à 1780.

Impressionné, le duc von Miltitz prend l'éducation du jeune garçon en charge. Il l'envoie d'abord auprès du curé Gotthold Leberecht Krebe, puis à l’école de Meissen, et en 1774, Fichte entre à la prestigieuse École régionale de Pforta proche de Naumburg, où il eut des aventures tumultueuses.
À partir de 1780, Fichte commença des études de théologie à Iéna, puis Leipzig, afin de devenir pasteur ; il découvre alors la philosophie avec Spinoza. En 1788, il se fait finalement précepteur à Zurich, où il rencontre Johanna Rahn (1755-1819), une nièce de Klopstock, qu'il épouse en 1793. Il découvre la philosophie de Kant en 1790 lors de son préceptorat, à la demande de son élève, qui lui demande des explications sur la Critique kantienne. Il étudie alors l'intégralité de son œuvre critique avec une rigueur et une ferveur inégalée à l'époque.
Son caractère difficile et rebelle fait de lui un précepteur malheureux, et après un premier changement de Zurich à Varsovie, il abandonne sa charge en 1792 et se décide à partir pour Königsberg, rencontrer enfin ce Kant dont il se dit subjugué. Non reçu à sa première tentative, il rédige son premier ouvrage en 4 semaines pour convaincre le maître de le voir : Essai d'une critique de toute révélation (1792). Kant accepte alors de le recevoir, et, faveur exceptionnelle (car Fichte avait besoin d'argent et a d'ailleurs demandé à Kant un prêt que ce dernier a refusé), le recommande à son éditeur. Publié anonymement par erreur de l'éditeur, l'essai est si pénétré de la pensée de Kant, que le public l'assimile à ce dernier et croit lire une quatrième Critique. C'est Kant lui-même qui lève le doute et ouvre la scène philosophique à Fichte en lui en rendant la paternité.

### La Révolution française
Fichte est fasciné par la Révolution française, dont il suit de très près les inflexions. Dès 1789, il demande une place de prédicateur auprès des armées françaises et pense s'installer en France. Il prend part aux débats concernant la révolution française dans les années 1793-1794 où sont publiés :
- Revendication pour la liberté de penser à l'attention des princes qui l'ont opprimée
- Contributions pour rectifier le jugement du public sur la Révolution française.

Ces textes, publiés anonymement, soutiennent les évènements français et soulignent par ailleurs la dignité de l'homme, ses droits, et la faculté qu'a le peuple de modifier la constitution du pays auquel il appartient. Fichte s'oppose aux privilèges de l'Ancien Régime et se montre assez subversif, aux yeux des autorités, pour les inquiéter dès le début des années 1790. C'est en écrivant son ouvrage sur la Révolution qu'il déclare recevoir les premiers pressentiments de son système philosophique.

### Enseignement philosophique
En 1793, Fichte est nommé Professeur de philosophie à Iéna, où il succède à Karl Leonhard Reinhold, qui était lui aussi un disciple important de Kant et une source d'influence pour Fichte. Ce dernier suscite très vite un enthousiasme considérable par son éloquence, par la fulgurance et la nouveauté de ses idées, mais aussi par le caractère en apparence énigmatique, voire hermétique de sa pensée. La publication, par feuillets, de la Grundlage der gesamten Wissenschaftslehre (selon les traductions : les Principes de la Doctrine de la science ou bien l'Assise fondamentale de la Doctrine de la science en son entièreté), en 1794-95, lui assure une renommée dans toute l'Allemagne et même en dehors (Madame de Staël le fait connaître en France).
Ce texte est la seule version de la Doctrine de la science qui est publiée par Fichte de son vivant. Il ne la renie jamais, mais remet sans cesse la Doctrine de la science sur le métier. Seuls ses disciples en profitent, du moins avant la publication des premières éditions critiques de ses œuvres après sa mort. D'un niveau d'abstraction incroyable, d'une difficulté maintes fois soulignée tant par les disciples que par les détracteurs de Fichte, de son vivant même, cette première œuvre spéculative marque déjà l'écart qui sépare Fichte de son maître Kant (lequel se désolidarise officiellement de la pensée fichtéenne en 1799), en dépit des affirmations de Fichte lui-même, qui prétend transformer la lettre du transcendantalisme pour mieux en conserver l'esprit. Elle est en tout cas considérée comme la première œuvre de l'idéalisme allemand.

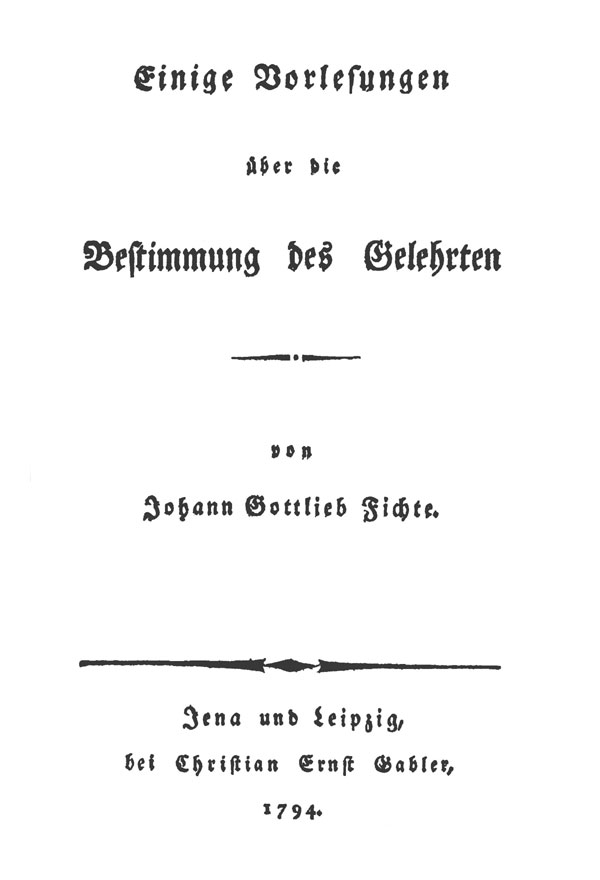
Conférences sur la destination du savant, 1794.

Fichte est très vite soucieux de systématicité. Pour cette raison, mais aussi dans la mesure où il est guidé par les idéaux émancipateurs de la Révolution, il cherche, dès le début, à tenir ensemble et à développer aussi bien une philosophie première (continuellement réécrite et renouvelée jusqu'à sa mort) qu'une philosophie appliquée (une philosophie du droit, de l'État, de l'éthique, de l'économie, de l'éducation, etc.), et même une philosophie dite « populaire », plus immédiatement militante. Hanté par la question de l'altérité, il est à certains égards le fondateur de la philosophie de l'éducation moderne, et le premier philosophe postkantien à proposer un système conjuguant avec autant de puissance théorique que de souci pragmatique une pensée de l'action politique et une réflexion spéculative et conceptuelle. Tandis que ses cours prodigués à Iéna deviennent célèbres, il écrit :
- en 1794, Leçons sur la destination du savant (all. Über die Bestimmung des Gelehrten) ;
- en 1796, Fondements du Droit naturel (deuxième partie du livre publiée en 1797) (all. Grundlage des Naturrechts) ;
- en 1798, Système d'éthique (all. System der Sittenlehre).

Parallèlement, il développe sa philosophie première dont il propose une nouvelle version, alors seulement enseignée et non publiée : la Wissenschaftslehre Nova Methodo, dont il existe aujourd'hui des versions tirées de cahiers de cours de certains auditeurs de Fichte. En 1798, on propose à Fichte un poste dans un nouveau type d'école centrale à Mayence sous le patronage de la République française. Fichte esquisse alors le projet d’un institut pédagogique purement scientifique  mais il ne donne pas suite à cette invitation.

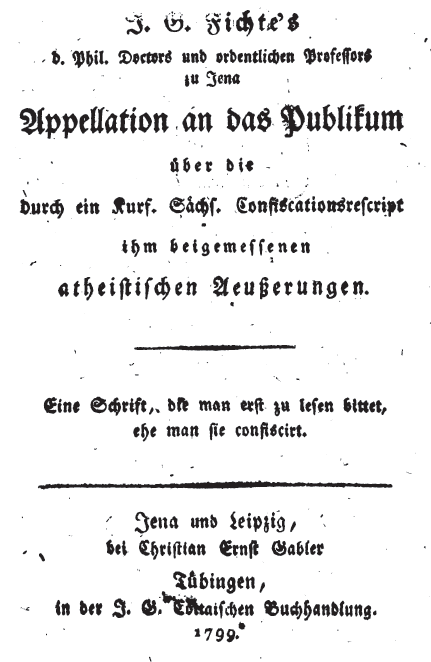
Appel au public (1799)

En 1799 a lieu le célèbre Atheismusstreit (Querelle de l'athéisme). Fichte est accusé d'athéisme et férocement critiqué par des personnalités qui, en réalité, guettaient toutes les occasions d'évincer Fichte (parfois surnommé le « Robespierre allemand » par ses adversaires) de la vie intellectuelle allemande, ou au moins de diminuer son influence politique en raison de sa complaisance avec la Révolution française et de son orientation démocratique. Au cœur de la tourmente, Fichte rédige un Appel au public contre l'accusation d'athéisme. Il choisit de démissionner et de quitter la ville d'Iéna. Il ne retrouve plus jamais la gloire de ses premières années d'activité. Après son départ, en effet, c'est le jeune Schelling qui attire tous les regards à l'Université d'Iéna. De plus, les attaques de nature strictement philosophique se multiplient aussi : tandis que ses disciples, notamment la jeune génération romantique mais aussi le jeune Schelling et le jeune Hegel (qui s'opposent par la suite à son système), soulignent le caractère révolutionnaire de sa pensée, les recensions critiques de ses textes pleuvent, accusant l'opacité ou l'hermétisme de cette pensée. Fichte n'y voit qu'une somme de malentendus et en souffre considérablement.
Il publie en 1800 L'État commercial fermé, un traité d'économie politique qui influença Karl Marx, dont la recherche récente a découvert et souligné l'influence du Fichte militant sur la pensée. Il écrit une nouvelle version de sa philosophie fondamentale : la Wissenschaftslehre 1801-02, uniquement enseignée.

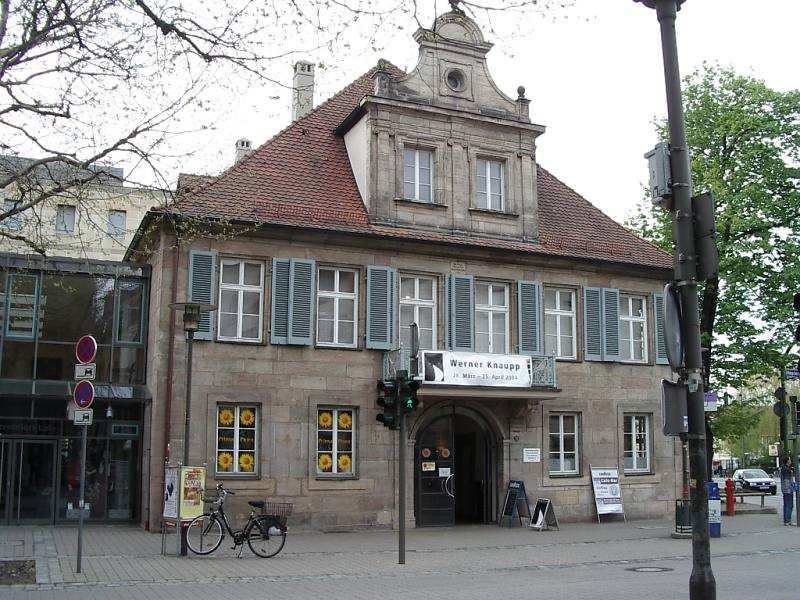
Maison de Fichte à Erlangen.

Entre 1804 et 1805, Fichte, qui a retrouvé une chaire universitaire, expose quatre fois, à Berlin puis à Erlangen, sa Doctrine de la science. Elle y atteint des sommets métaphysiques, mais elle est professée devant un public de disciples toujours plus restreint. Il y développe une nouvelle explication de sa philosophie (tout en restant fidèle à ses principes généraux), couramment appelée la Bildlehre (ou doctrine de l'image), qui prend une inflexion fort néoplatonicienne. Avec Le Caractère de l'époque actuelle, ses Discours à la nation allemande rencontrent à nouveau le succès et font brièvement resurgir sa figure auprès du public allemand, dans le contexte des guerres napoléoniennes.
Il enseigne à Berlin où il devient en 1811 Recteur de l'université. Son caractère inflexible et sa dureté lui attirèrent certains ennuis dans cette fonction, notamment avec Schleiermacher. Alors Recteur, il est le premier à interdire le duel à mort dans l'Université allemande.
Il remanie encore sa Doctrine de l'État, son éthique et sa philosophie juridique, tout en poussant dans ses ultimes accomplissements la Doctrine de la science (exposée encore et à chaque fois reprise depuis le début en 1807, 1810, 1811, 1812, 1813 et 1814). Mais elle n'existe plus que pour un cercle de disciples désormais confidentiel, dans l'ombre notamment de Schelling (Hegel quant à lui reste encore très peu connu, malgré la publication de la Phénoménologie de l'Esprit en 1807 ; mais à partir des années 1820, il éclipsera toutes les autres figures de l'idéalisme allemand). Schelling et Hegel, d'ailleurs, ne suivent délibérément plus l'évolution de la pensée de Fichte depuis le tournant du siècle. Fichte devient le maître à penser de l'Urburschenschaft,.
Sa dernière Doctrine de la science est interrompue en 1814 par sa mort, alors qu'il est tombé dans l'oubli, au cours d'une épidémie de typhus.

### La Nation et l'État

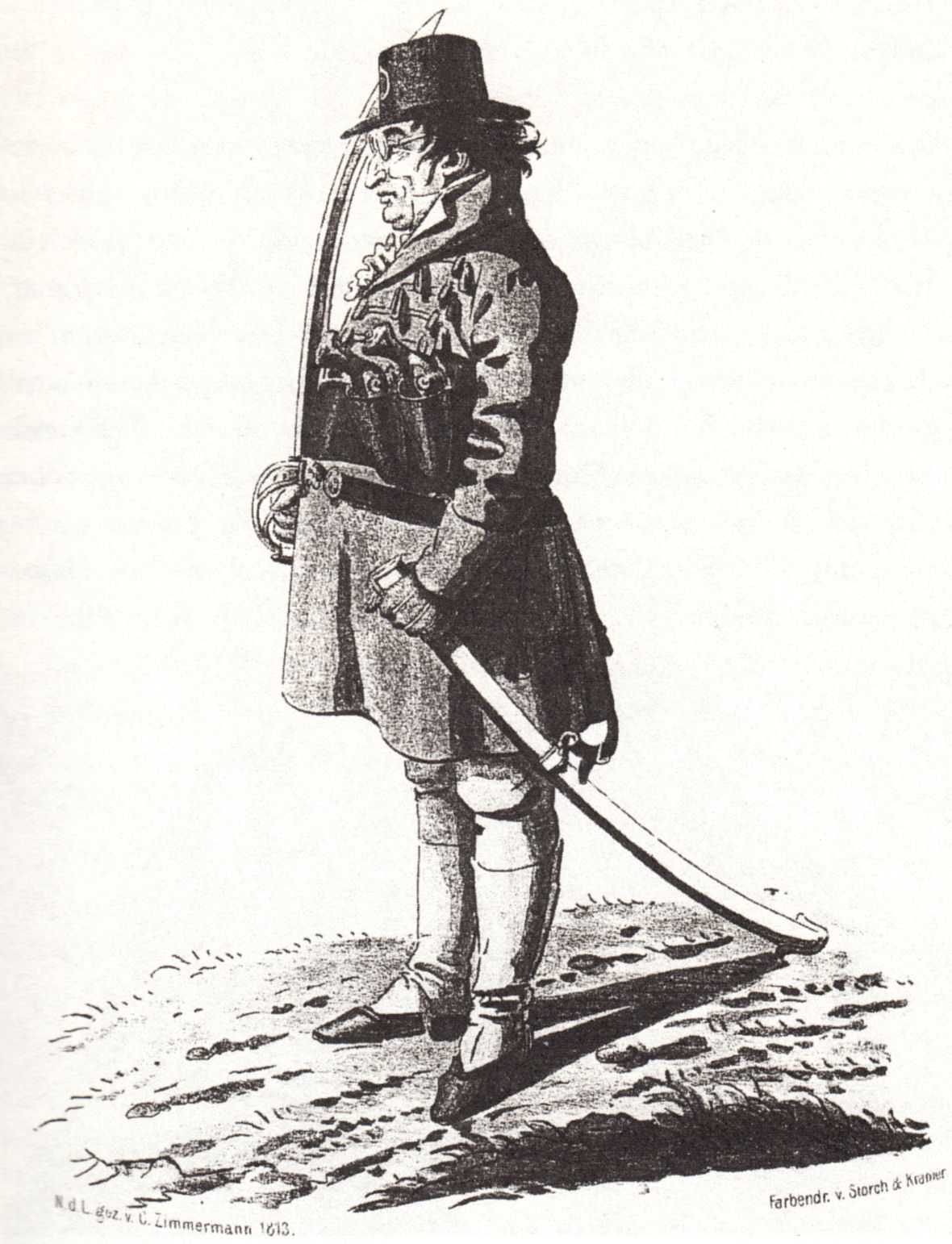
Caricature de Fichte comme volontaire dans le combat contre Napoléon, vers 1808.

Alors que le jeune Fichte est prêt à combattre contre ses compatriotes pour la République française, il change progressivement de position à partir des guerres napoléoniennes. Napoléon, qu'il surnomme « l'homme sans nom » (« der Mensch ohne Name »), lui apparaît comme le tueur des idéaux de la Révolution. Il estime que la France n'apporte plus la liberté mais la tyrannie. Lors de l'invasion de la Prusse par Napoléon, il prononce ses fameux Discours à la nation allemande, en 1807, qui raniment vivement l'esprit public contre la France.
Selon Franz Rosenzweig, « Fichte a mis au cœur de ses Discours, dont la visée était de réapprendre à un peuple jeté à terre à croire en son avenir, l'idée selon laquelle l'Europe latine aurait donné au peuple allemand, avec la Renaissance et la Révolution, les grandes impulsions à partir desquelles ce « peuple de l'humanité » aurait ensuite été destiné à constituer, avec la Réforme et l'idéalisme, les expériences proprement dominantes du genre humain ».
Ces Discours ont pu être compris comme la source d'un pangermanisme agressif. À y voir de plus près, cependant, il s'agit d'une œuvre complexe dans laquelle Fichte renouvelle ses projets éducatifs (prenant position sur des sujets concrets de pédagogie, sous l'influence de Pestalozzi) tout en déployant une réflexion originale sur la langue, qui l'amène à revoir ses premières réflexions à ce sujet (l'essai De la faculté linguistique et de l'origine du langage de 1795). Les Discours ne sauraient s'apparenter aux récupérations idéologiques dont ils ont fait l'objet bien plus tard (notamment par le Deutscher Fichte-Bund et par le Troisième Reich, qui déforma pour son propre compte la pensée de Fichte comme de nombreux autres auteurs, par exemple Nietzsche), Fichte n'ayant jamais renié ses idéaux universalistes, démocratiques et progressistes de jeunesse. Les Discours cherchent d'abord un moyen de résister à ce qu'il vit comme une agression, à savoir le risque d'une dangereuse uniformisation de la culture européenne par la France napoléonienne, et d'un écrasement des spécificités culturelles, dont la langue est l'organe le plus important.
Déçu par la franc-maçonnerie, dont il fut membre brièvement (y cherchant là encore un moyen d'agir concrètement sur le peuple dans une perspective d'éducation de masse), il opposa à la réalité de la franc-maçonnerie de son temps l'idéal maçonnique, à savoir celui d'une élite dont la mission est de propager le modèle d'une organisation nouvelle de l'humanité, de se risquer à la réalité sociale et historique, et non de se replier sur elle-même et ses certitudes en promouvant le secret. Il donne notamment une série de conférences devant la loge Royal York de l'Amitié (Berlin) en 1800, qu'il publie en 1802 sous forme de lettres.
La Nation s'incarne dans l'État, lequel représente et décide « l'orientation de toutes les forces individuelles vers la finalité de l'espèce ». L'État doit être démocratique, assurant la liberté de chacun, et la possibilité pour chacun d'avoir une vie heureuse et profitable, en assurant une distribution équitable des richesses. L'homme « doit travailler sans angoisse, avec plaisir et joie, et avoir du temps de reste pour élever son esprit et son regard au ciel pour la contemplation duquel il est formé• C'est là son droit puisque enfin il est homme ».

### Doctrine de la science
La recherche sur la philosophie fondamentale de Fichte a suivi une évolution remarquable. L'influence écrasante de Hegel régna sans partage, et pour longtemps, sur la réception de l'idéalisme allemand en général. Tel est le cas tant chez les adversaires de Hegel, qui mirent Fichte et Schelling dans le même panier, que chez les hégéliens eux-mêmes. Ainsi, les commentateurs les plus neutres ne purent, jusqu'à la première moitié du XXe siècle incluse, se départir des grilles de lecture proposées par Hegel lui-même de ses prédécesseurs et du prétendu accomplissement, par ses soins, de tout l'idéalisme. Dans ce cadre, Fichte n'aurait été que le simple précurseur de Hegel, avec sa pensée, qualifiée ou stigmatisée d'« idéalisme subjectif » pendant très longtemps. En d'autres termes, sa pensée n'aurait été qu'une hyperbolisation du sujet moderne.
Plusieurs travaux importants furent consacrés très tôt à Fichte, que ce soit en allemand ou en français. Xavier Léon, le fondateur de la Revue de métaphysique et de morale, est le premier à faire droit à la spécificité de sa pensée (cf. le monumental Fichte et son temps, paru chez Armand Colin en plusieurs volumes de 1922 à 1927), plus encore que son successeur Martial Guéroult, qui proposa un premier découpage significatif des œuvres et de leurs mouvements, sans sortir vraiment de l'horizon hégélien (cf. L'évolution et la structure de la Doctrine de la science chez Fichte paru pour la première fois en 1930, et réédité chez Olms en 1982). En Allemagne, Reinhard Lauth va proposer de nouvelles lectures de Fichte, parallèlement à l'édition, sous sa responsabilité, des œuvres critiques complètes (édition de l'Académie de Bavière).
Par la suite, en France, Alexis Philonenko va également jouer un rôle considérable. Avec La Liberté humaine dans la philosophie de Fichte (Vrin, 1980), il propose une lecture entièrement kantienne de Fichte, critiquant les récupérations hégéliennes et montrant, à travers une analyse serrée de la Grundlage, la maestria de Fichte : en effet, réécrivant complètement la Critique, ce dernier partirait de la Dialectique transcendantale (c'est-à-dire des illusions de la raison) pour justifier, à travers la déconstruction progressive de l'illusion, un système de la liberté pratique du moi, dont le système du droit est l'accomplissement. Ce commentaire produira des remous chez les spécialistes de la philosophie classique allemande et provoquera un nouveau dynamisme de la recherche fichtéenne. Des lecteurs de Fichte comme Alain Renaut resteront fidèles à cette compréhension de la Doctrine de la science que la majorité des commentateurs après Philonenko récuseront, dans la mesure où elle ne fait pas droit à des notions aussi importantes que l'intuition intellectuelle ou le moi absolu.

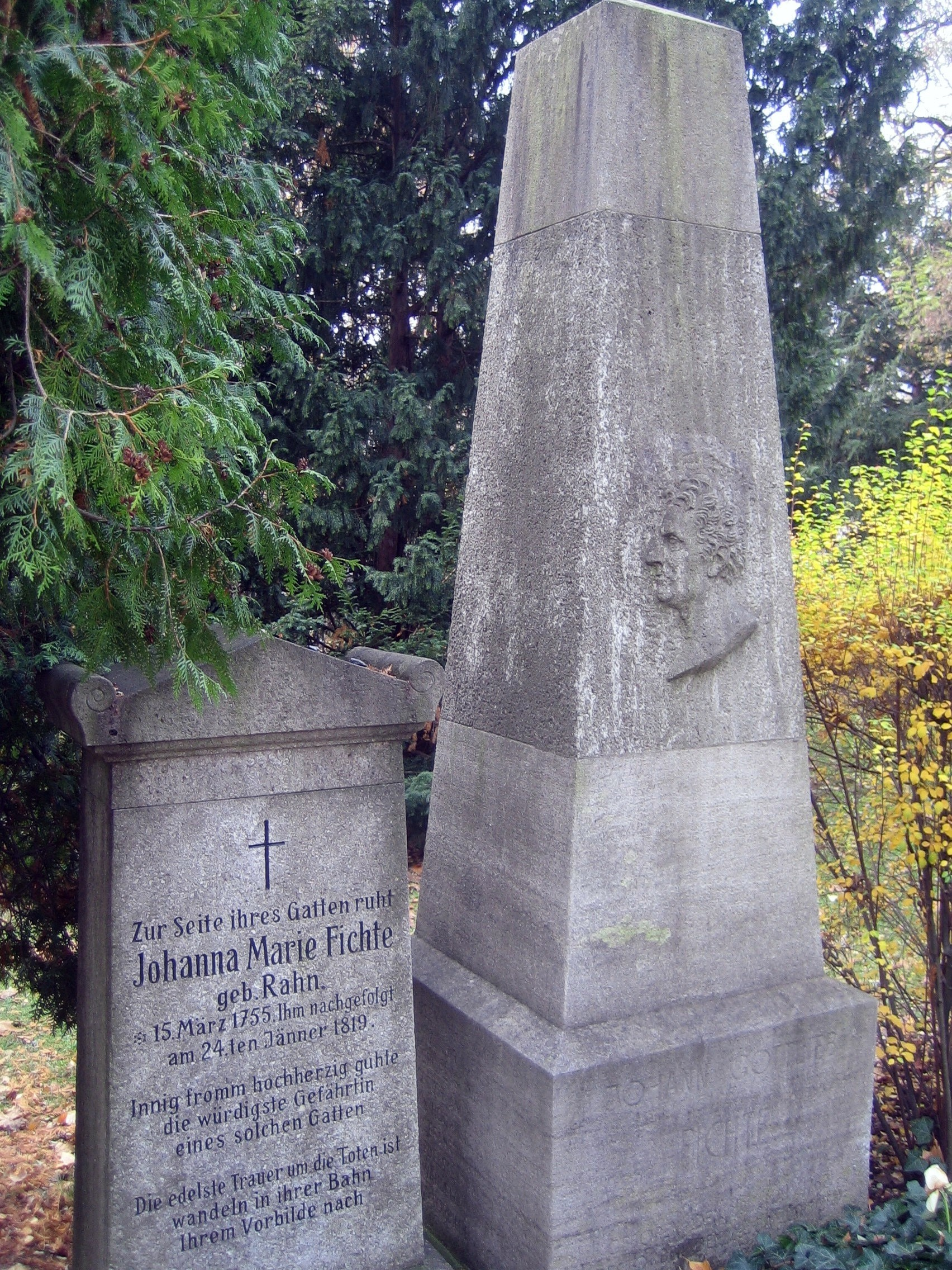
Tombe de Fichte et de son épouse (à gauche) au cimetière de Dorotheenstadt de Berlin

S'il est désormais acquis que Fichte reste fidèle au projet d'une philosophie transcendantale jusqu'au bout, la plupart des fichtéens allemands, français, italiens ou belges montreront plutôt comment ce projet parvient à « faire système » chez Fichte, et comment il s'enracine dans l'intuition intellectuelle, par le moi, de sa propre activité réfléchissante (là où l'intuition intellectuelle, selon Philonenko, ne devait être qu'une notion vide). On rend ainsi cohérent le passage d'une Doctrine de la science à l'autre en même temps que l'on accède à chacune d'entre elles, jusqu'à la Bildlehre (l'école de Philonenko jugeant au contraire seule digne d'intérêt la philosophie d'Iéna, la philosophie ultérieure n'étant à ses yeux qu'une retombée dans le dogmatisme pré-kantien et un retour à la théologie). Parmi les commentateurs importants de l'après-Philonenko, en France, il y a Jean-Christophe Goddard, Alexander Schnell ou encore Isabelle Thomas-Fogiel.

## Influence de Fichte

### Sur l'idéalisme allemand et les premiers romantiques
Fichte eut un grand nombre de disciples, parmi lesquels Schelling, qui devint ensuite son adversaire, puis Hegel qui prit sa succession à l'université de Berlin. L'un et l'autre empruntèrent énormément de choses à Fichte et ne caractérisèrent leur propre technique spéculative qu'en regard de la sienne. Très tôt, la première génération des romantiques allemands (la Frühromantik), dont le chef-lieu était aussi la ville d'Iéna, fut aussi captivée par la philosophie de Fichte. La première Wissenschaftslehre exerça une influence considérable, notamment sur des personnalités comme Novalis ou Friedrich Schlegel.
Les écrits militants de Fichte influencèrent Marx bien plus tard comme aussi Bakounine. Husserl fut marqué par certains textes de Fichte, et Heidegger fit cours sur sa pensée, également rencontrée par d'autres phénoménologues par la suite.

### Sur la naissance du pangermanisme
Fichte fut considéré comme l'un des initiateurs du mouvement pangermaniste par Victor Delbos, Emile Boutroux, Charles Andler et Jean-Édouard Spenlé qui décrit un pangermanisme particulièrement documenté dans l'opuscule qu'il consacre à La pensée allemande. D'autres comme Xavier Léon et Victor Basch ont insisté au contraire sur son attachement aux valeurs rationalistes, républicaines et démocratiques.
Il n'est pas possible selon Jean-Édouard Spenlé d'exonérer Fichte de toute responsabilité dans la naissance du pangermanisme. Dans un chapitre de son ouvrage La pensée allemande, consacré à l'exégèse des Discours à la nation allemande, Spenlé détaille à travers divers thèmes la responsabilité du philosophe :
- « Le Moi allemand ne dérive pas de l'universalité mais tout au contraire c'est ce Moi qui engendre l'universalité ; il est la réalité première ». Il est le seul peuple vivant, le peuple primitif, le vrai peuple de Dieu, celui qui a conservé à travers toute l'histoire le contact avec les sources originelles.
- Ce peuple est dit premier parce qu'il est pur de tout alliage historique et « qu'il ne tire pas sa réalité de l'histoire mais qui engendre son être, son histoire par sa pensée, par la conscience qu'il prend de lui-même », parce qu'il parle une langue qui est l'idiome primitif de l'humanité alors que toutes les langues romanes ne sont que des idiomes dérivés d'un latin corrompu.
- Tous les autres peuples ne vivent que d'une vie de seconde main, empruntée, séparés des sources originelles ils ne sont plus qu'une annexe de l'humanité.
- Le germanisme pour Fichte n'est encore qu'une mission, une prédication bref une idée métaphysique. Il serait à cette époque exempt de l'idée de race, de revendication territoriale ou d'impérialisme de langue. L'ambiguïté est cependant entretenue car tous les hommes épris de liberté qui portent en eux une vie créatrice appartiennent à « l'humanité primitive, le peuple tout court, je veux dire le peuple allemand ».
- L'heure est venue où ce peuple reconnaîtra dans le miroir que Fichte lui tend la mission dont il est investi et dont il n'avait avant qu'un pressentiment confus.
- Tous ceux qui ne croient pas à cette mission n'appartiennent pas au peuple et « il faut souhaiter qu'ils soient retranchés de notre peuple ».
- Même si le pays d'origine, la race et la langue sont encore considérés comme secondaires, Fichte pose dès l'origine, un principe métaphysique, en vertu duquel l'étranger est « l'éternel antagoniste animé par l'Esprit des Ténèbres, du Mensonge et du Néant ».
- Malgré le treizième Discours où Fichte condamne toute politique annexionniste et coloniale, Jean-Édouard Spenlé[18] remarque que le nationalisme de Fichte se distingue néanmoins du patriotisme tel qu'on l'entend communément et recèle selon lui, les germes d'un impérialisme mystique voire « raciste ». Sur le tard Fichte déclare après avoir lu Machiavel que ce peuple métaphysiquement prédestiné tire de sa mission « le droit moral de la réaliser par tous les moyens de l'astuce et de la force »[18].

Selon d'autres[Qui ?] ces lectures unilatérales seraient pour le moins vieillies, et l'édition critique des œuvres complètes de Fichte, achevée dans les années 2000, permet de complexifier le « nationalisme » de Fichte. Son « pangermanisme » (pour autant qu'une telle notion fasse sens au début du XIXe siècle) ne devrait se comprendre qu'au regard d'une « nation allemande » qui n'existe précisément pas (et n'existera pas avant Bismarck) et qui, selon les Discours à la nation allemande (prononcés au lendemain de la défaite prussienne devant Napoléon), pourrait seule permettre de résister à l'homogénéisation forcée de l'Europe par la France. Fichte, par ailleurs, ne renonce jamais à ses idéaux progressistes et universalistes de jeunesse, comme l'attestent les mêmes Discours à la nation allemande qui continuent à privilégier les structures universelles de la conscience sur tout particularisme induit par la langue et la culture. Celles-ci n'en restent pas moins les vecteurs privilégiés d'un accès à l'universel par l'éducation, qui est le vrai thème central de cet ouvrage.

### Fichte et la France
Fichte connut une première réception en France pendant la Révolution française de 1789. Il est lu comme un philosophe pour sans-culottes. Parmi ses étudiants, il compte le Français Claude Camille Perret en 1793. En 1795, Fichte est cité avec Kant dans le Moniteur universel.
Madame de Staël rend Fichte populaire dans son livre De l'Allemagne. Victor Cousin le mentionne dans ses cours. Mais Fichte ne commence à être traduit qu'au milieu du XIXe siècle par Grimbolt, F. Bouilier, Jules Barni. C'est seulement sous la Troisième République que Fichte trouve en France sa pleine réception en particulier avec Xavier Léon. Jaurès écrit deux livres sur Fichte.
La pensée de Fichte, relue à l'aune d'exigences philosophiques nouvelles, a une influence considérable sur plusieurs auteurs, que ce soit en philosophie du langage, en philosophie politique ou en métaphysique. Certains philosophes comme Marc Richir ou Alexander Schnell s'en inspirent directement pour leurs propres recherches phénoménologiques.

## Publications

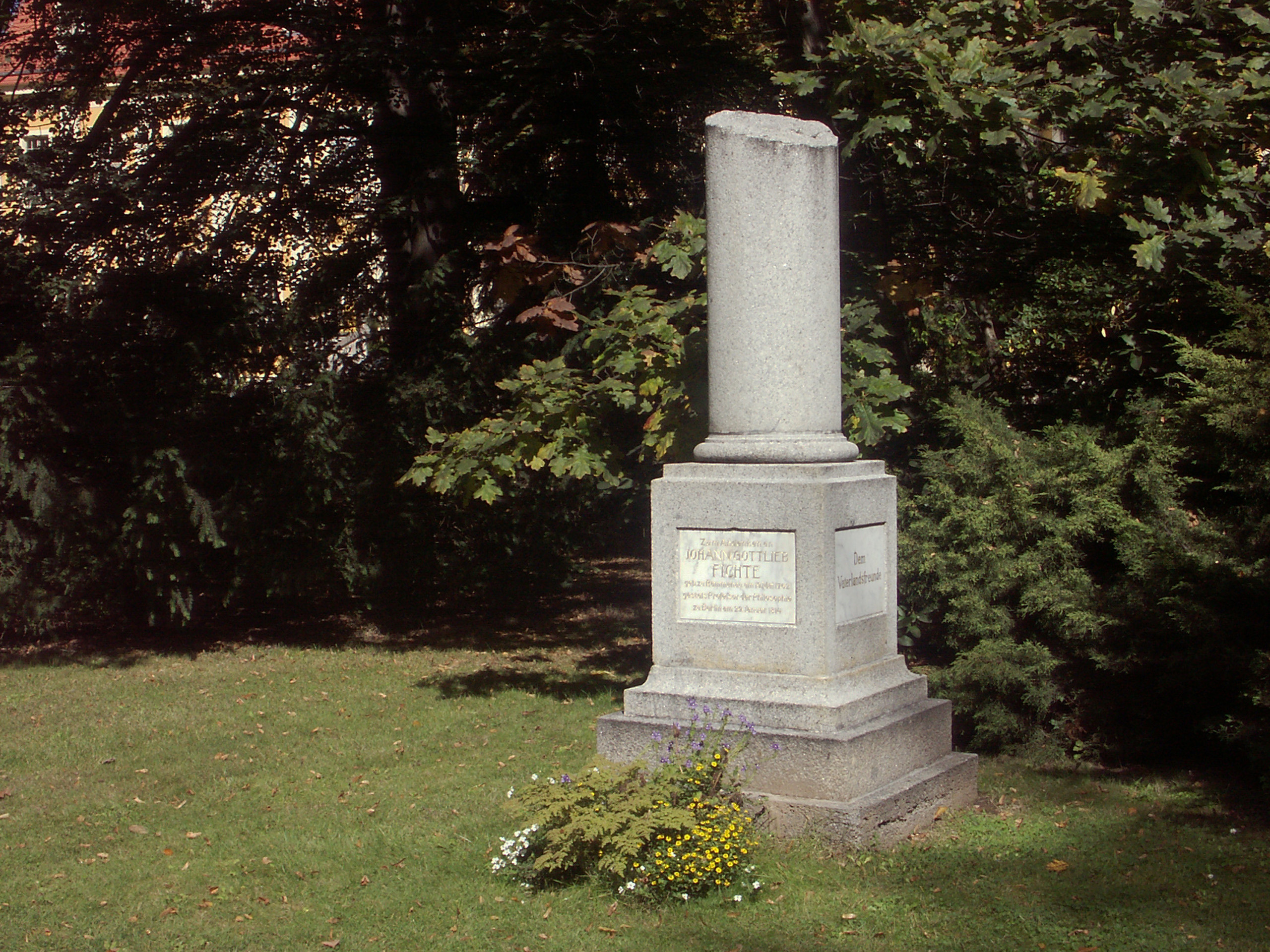
Colonne en mémoire de Fichte dans le parc du château de Rammenau.

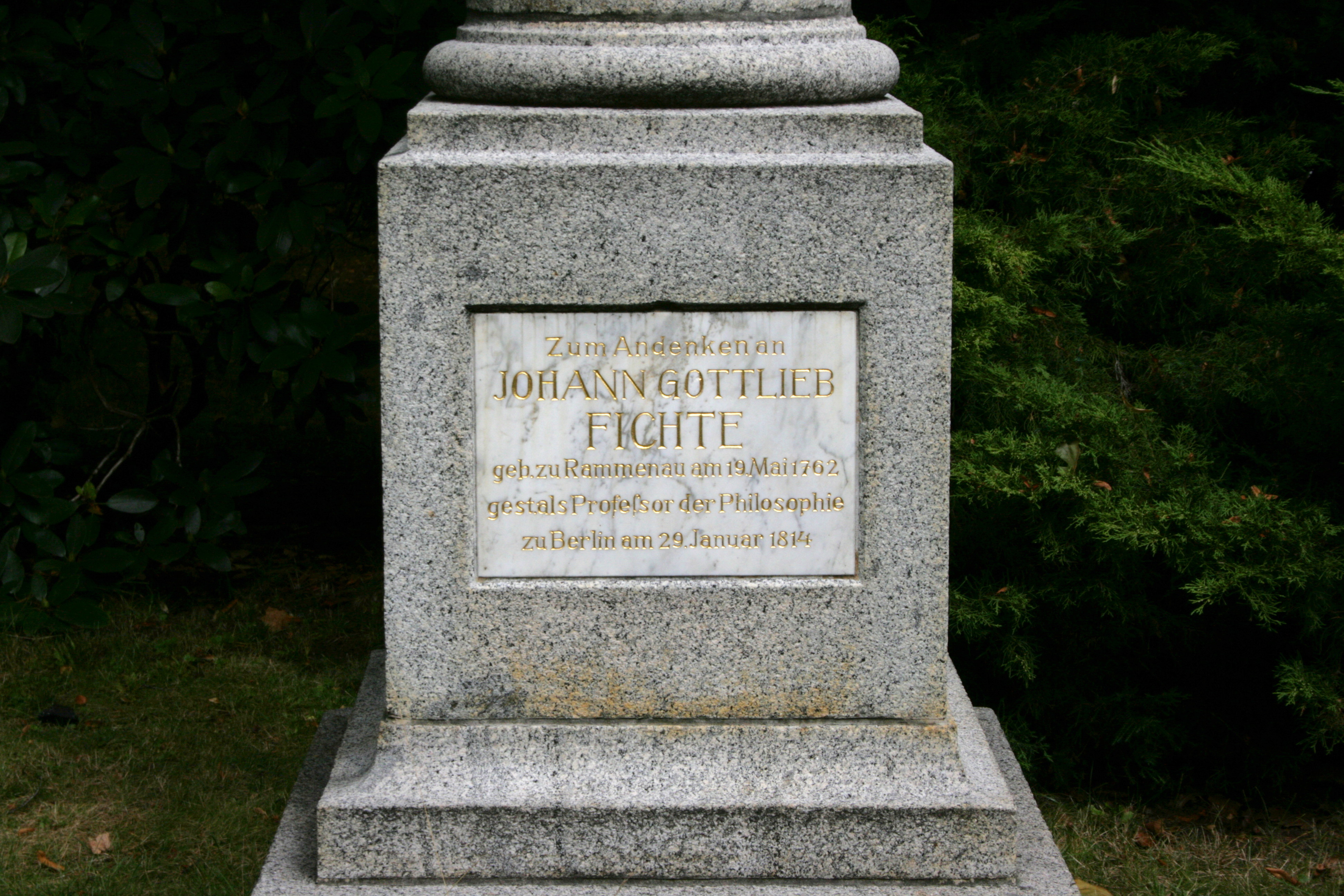
Plaque sur la colonne.

- Essai d'une critique de toute révélation (1792), trad. Jean-Christophe Goddard, Vrin, 1988, 220 p.
- Considérations sur la Révolution française (1793), trad. Jules Barni (1858), rééd. Paris, Payot, 1974
- De la différence qu'il convient d'admettre entre l'esprit et la lettre en matière de philosophie (leçons, 1794), trad. Manuel Roy. © Manuel Roy, 2014. Diffusion libre à des fins pédagogiques uniquement.
- Méditations personnelles sur la philosophie élémentaire (hiver 1793), trad. Isabelle Thomas-Fogiel, Vrin, 1999, 210 p. "Brouillon". La première des "quinze versions de la Doctrine de la science [WL]" (Wissenschaftslehre) (selon Isabelle Thomas-Fogiel)
- Destination de l'homme de lettres  (Über die Bestimmung des Gelehrten, 1794), trad. Michel Nicolas, 1838 ; Conférences sur la destination du savant, trad. Jean-Louis Vieillard-Baron, Paris, Vrin, 1969, 2e éd. corrigée 1980.
- Sur le concept de la Doctrine de la science ou de ce que l'on appelle philosophie (1794-1798), trad. L. Ferry et A. Renaut, in Essais philosophiques choisis, Vrin, 1984 . Écrit programmatique.
- Les principes de la Doctrine de la science (Grundlage der gesamten Wissenschaftslehre, juin 1794), trad. A. Philonenko, in Œuvres choisies de philosophie première, Vrin, 1980, p. 11-180 . Trad. partielle Jean-Christophe Goddard : Assise fondamentale de la Doctrine de la science, Ellipses, 1999, p. 34-51. Première des trois WL-sources selon I. Thomas-Fogiel.
- Précis de ce qui est propre à la Doctrine de la science au point de vue de la faculté théorique (1795), trad. in Œuvres choisies de philosophie première, p. 181-238.
- Sur l'esprit et la lettre dans la philosophie (1795, 1re éd. 1800), trad. in Essais philosophiques choisis, Vrin, 1984. Application de la Doctrine de la science à l'esthétique.
- Fondement du droit naturel selon les principes de la Doctrine de la science (1796-1797, Grundlage des Naturrechts), trad. Alain Renaut, Paris, PUF, 1984. Application de la Doctrine de la science au droit.
- Première introduction à la Doctrine de la science (1797), Seconde introduction à la Doctrine de la science (1797), trad. (de la première version) A. Philonenko in Œuvres choisies de philosophie première, Vrin, 1972, p. 265-312. Philosophie populaire de la Doctrine de la science
- La Doctrine de la science Nova Methodo (1798), trad. I. Radrizzani, Lausanne, L'Âge d'homme, 1989. Trad. I. Thomas-Fogiel, Livre de poche, 2000, 310 p.
- Nouvelle présentation de la Doctrine de la science (1797-1798), trad. I. Thomas-Fogiel, Paris, Vrin, 1999, 192 p. Avant-propos + Première introduction (deuxième version) + Seconde introduction (deuxième version) + Essai d'une nouvelle présentation de la Doctrine de la science, suite.
- Le système de l'éthique selon les principes de la Doctrine de la science (System der Sittenlehre, mars 1798), trad. P. Naulin, Paris, PUF, 1986. Application de la Doctrine de la science à l'éthique
- "Sur le fondement de notre croyance en une divine Providence" (janvier 1798), "Appel au public contre l'accusation d'athéisme" (1799), et la querelle de l'athéisme (Atheismusstreit, 1797-1800) : La Querelle de l'athéisme et divers textes sur la religion, trad. J.-C. Goddard, Vrin, 1993, 296 p.
- La destination de l'homme (Die Bestimmung des Menschen, 1800), trad. Auguste Barchou de Penhoën, 1832; trad. J.-C. Goddard, Paris, Garnier-Flammarion, 1995. Philosophie populaire de la Doctrine de la science.
- L'État commercial fermé 1800, trad. Daniel Schulthess, Lausanne, L'Âge d'homme, 1980
- Rapport clair comme le jour. Sur le caractère propre de la philosophie nouvelle [(de) Sonnenklarer Bericht an das grössere Publicum über das eigentliche Wesen der neuesten Philosophie, 1801], trad. A. Valensin et P.-Ph. Druet, Vrin, 1986, p. 13-98. Philosophie populaire de la Doctrine de la science.
- Doctrine de la science (exposé de 1801-1802) (Darstellung der Wissenschaftslehre), trad. A. Philonenko : Écrits de philosophie première, Vrin, 2e éd. 1972, 2 vol. Philosophie populaire de la Doctrine de la science [WL].
- La Philosophie de la maçonnerie et autres textes (1802-1803), trad., Vrin, « Bibliothèque des Textes Philosophiques », 240 p.  (ISBN 978-2-7116-1241-3)
- La théorie de la science (exposé de 1804) (Die Wissenschaftslehre), trad. Didier Julia, Aubier-Montaigne, 1967
- La Doctrine de la science de 1805, trad. I. Thomas-Fogiel, Cerf, 2006, 210 p. Deuxième des trois WL-sources selon I. Thomas-Fogiel.
- Le Caractère de l'époque actuelle (Grundzüge des gegenwärtigen Zeitalters, 1805), trad. I. Radrizzani, Paris, Vrin, 1990, 274 p. Philosophie populaire de la Doctrine de la science
- Méthode pour arriver à la Vie heureuse (1806) [(de) Anweisung zum seeligen Leben], trad. François Bouillier, 1845 , rééd. Éditions Sulliver, 2000 ; Initiation à la vie bienheureuse, ou La doctrine de la religion, trad. M. Rouché, Paris, Aubier, 1944. Application de la Doctrine de la science à la religion.
- Discours à la nation allemande (Reden an die deutsche Nation, 1807-1808), trad. Alain Renaut, Paris, Imprimerie Nationale, 1992
- Silhouette générale de la Doctrine de la science (Die Wissenschaftslehre in ihrem allgemeinen Umrisse, 1810), trad. Pierre-Phippe Druet (1977) in Rapport clair..., Vrin, 1999, p. 159-173. Résumé de la Doctrine de la science.
- Doctrine de la science. Exposé de 1812 (janv.-mars 1812), trad. Isabelle Thomas-Fogiel, PUF, 2005, 214 p. Troisième des trois WL-sources selon I. Thomas-Fogiel.
- La doctrine de l'État (Staatslehre, 1813), trad., Vrin, 256 p.
- Diarium : journal philosophique (mars 1813-août 1814), in Reinhard Lauth, Ultima Inquirenda. Fichtes Bearbeitungen der Wissenschaftslehre im Winter 1913-1814, Stuttgart, 2001. Quinzième et dernière version de la Doctrine de la science [WL].

### Éditions, anthologies
- Une Vie de Fichte a été publiée en 1830 par son fils, Immanuel Hermann von Fichte, professeur à Bonn : Johann Gottlieb Fichtes Leben und literarischer Briefwechsel (1830–31). 2 volumes. Oxford
- I. H. von Fichte a aussi publié les œuvres complètes de son père : Sämmtliche Werke, Berlin, 8 volumes in-8, 1845-1856.
- Gesamtausgabe der Bayerischen Akademie der Wissenschaften, édi. par R. Lauth et H. Jacob, Stuttgart, éd. Frommann, depuis 1962, 28 vol. prévus, en 4 séries : I) Werke, II) Nachgelassene Schriften, III : Briefweschsel, IV : Kollegnachscriften
- Œuvres choisies de philosophie première. Doctrine de la science (1794-1797), trad. A. Philonenko, Vrin, 1980, 336 p.
- Écrits de philosophie première. Doctrine de la science (1801-1802), et textes annexes, trad. A. Philonenko, Vrin, 1964, 2e éd. corrigée 1972, 2 vol., 432 p.
- Essais philosophiques choisis (1794-1795) : Sur le concept de la Doctrine de la science, Sur l'esprit et la lettre dans la philosophie, De la faculté linguistique et de l'origine du langage, trad. L. Ferry et A. Renaut, Vrin, 1984, 156 p.
- Jean-Edouard Spenle, « Les assises morales de l'Allemagne hitlérienne », Mercure de France, vol. 257,‎ 1er février 1935, p. 480-499 (lire en ligne).

#### Ouvrages sur Fichte
En français
- Bernard Bourgeois, L'Idéalisme de Fichte, Paris, PUF, 1968, rééd. Vrin, 1995
- Emilio Brito, sj, J. G. Fichte et la transformation du christianisme, Peeters Publishers, 2004, 808 p.
- Augustin Dumont, L'opacité du sensible chez Fichte et Novalis. Théories et pratiques de l'imagination transcendantale à l'épreuve du langage, Grenoble, Jérôme Millon, coll. "Krisis", 2012.
- J.-C. Goddard, M. Maesschalck, Fichte, la philosophie de la maturité, Paris, Librairie Philosophique J. VRIN 2003, version numérique sur Fichte Online, 2010.
- Martial Guéroult, L'évolution et la structure de la Doctrine de la science chez Fichte, Strasbourg, 1930, rééd. 1982
- Xavier Léon, Fichte et son temps, 3 vol., Paris, Armand Colin, 1922-1927, rééd. 1958-1959
- Alexis Philonenko,
  - L'œuvre de Fichte, Paris, Vrin, 1984,  (ISBN 2-7116-0866-2)
  - La liberté humaine dans la philosophie de Fichte, Paris, Vrin, 1996
- Alain Renaut, Le système du droit, Paris, PUF, 1986
- Manuel Roy, La doctrine de la science de Fichte : idéalisme spéculatif et réalisme pratique, Paris, L'Harmattan, 2010.
- Sylvain Portier, 'Fichte et le dépassement de la chose en soi', L'Harmattan, 2006. 'Fichte, philosophe du Non-Moi', L'Harmattan, 2010.

Autres langues
- David W. Wood,  'Mathesis of the Mind' : A Study of Fichte's Wissenschaftslehre and Geometry. Amsterdam/New York, Rodopi, 2012 (Fichte-Studien-Supplementa, volume 29).
- Immanuel Hermann von Fichte: Johann Gottlieb Fichte's Leben und Litterarischer Briefwechsel. 2 Bände. Seidel, Sulzbach 1830–1831
- Adolf Trendelenburg (de): Zur Erinnerung an Johann Gottlieb Fichte. Vortrag, gehalten in der Königl. Friedrich-Wilhelms-Universität zu Berlin am 19. Mai 1862. Berlin 1862 Digitalisat
- Christian Hermann Weisse: Rede zum Andenken Johann Gottlieb Fichte's gehalten in der akademischen Aula zu Leipzig am 19. Mai 1862. L. G. Teubner, Leipzig 1862 Digitalisat
- Ludwig Noack (de): Johann Gottlieb Fichte nach seinem Leben, Lehren und Wirken. Zum Gedächtnis seines hundertjährigen Geburtstages. Otto Wigand, Leipzig 1862 Digitalisat
- Franz Hoffmann (de): Akademische Festrede zur Feier des hundertjährigen Geburtstages Johann Gottlieb Fichte's. Gehalten am 19. Mai 1862 in der Aula der Hochschule zu Würzburg. Stahel, Würzburg 1862 Digitalisat
- Adolf Lasson (de): Johann Gottlieb Fichte im Verhältniss zu Kirche und Staat. Wilhelm Ludwig Hertz, Berlin 1863 Digitalisat
- Otto Pfleiderer: Johann Gottlieb Fichte. Lebensbild eines deutschen Denkers und Patrioten für das deutsche Volk. Geschildert von. Levy & Müller, Stuttgart 1877
- (de) Kuno Fischer, « Fichte, Johann Gottlieb », dans Allgemeine Deutsche Biographie (ADB), vol. 6, Leipzig, Duncker & Humblot, 1877, p. 761-771
- Fritz Medicus (de): Fichtes Leben. 2. Aufl. Felix Meiner, Leipzig 1922
- (de) Hermann Zeltner (de), « Fichte, Johann Gottlieb », dans Neue Deutsche Biographie (NDB), vol. 5, Berlin, Duncker & Humblot, 1961, p. 122–125 (original numérisé).
- Manfred Buhr (de) (Hrsg.): Wissen und Gewissen. Beiträge zum 200. Geburtstag Johann Gottlieb Fichtes. 1762–1814. Akademie Verlag, Berlin 1962
- Wilhelm G. Jacobs (de): Johann Gottlieb Fichte mit Selbstzeugnissen und Bilddokumenten. Rowohlt, Reinbek b. Hamburg 1984 (Rowohlts Monographien 336)
- Jürgen Manthey: Königsberg ist nicht mein Ort (Johann Gottlieb Fichte), in ders.: Königsberg. Geschichte einer Weltbürgerrepublik. München 2005  (ISBN 978-3-423-34318-3), S. 331–336.
- Hans Michael Baumgartner (de) & Wilhelm G. Jacobs: J.-G.-Fichte-Bibliographie; Frommann, Stuttgart 1968
- Georg Geismann (de): Fichtes „Aufhebung“ des Rechtsstaates; in: Fichte-Studien, 3 (1991) 86–117
- Jörg-Peter Mittmann (de): Das Prinzip der Selbstgewißheit – Fichte und die Entwicklung der nachkantischen Grundsatzphilosophie (PDF; 1,1 MB); Athenäum Hain Hanstein, Bodenheim 1993  (ISBN 3-8257-9251-X).
- Peter Lothar Oesterreich (de) & Hartmut Traub: Der ganze Fichte. Die populäre, wissenschaftliche und metaphilosophische Erschließung der Welt. Metzler, Stuttgart 2006  (ISBN 3-17-018749-X).
- Alexander Schnell: Die Erscheinung der Erscheinung. J. G. Fichtes Wissenschaftslehre von 1804 – Zweiter Zyklus, V. Klostermann, Francfort-sur-le-Main.  (ISBN 978-3-465-04631-8)
- Jürgen Stolzenberg (de): Fichtes Begriff der intellektuellen Anschauung. Die Entwicklung in den Wissenschaftslehren von 1793/94 bis 1801/02. Klett-Cotta, Stuttgart 1986. (Reihe: Deutscher Idealismus. Philosophie und Wirkungsgeschichte in Quellen und Studien. Vol. 10).  (ISBN 3-608-91232-0)

#### Articles et chapitres de livres sur Fichte
- L'Enseignement philosophique :

1. 52e année, no 4, mars-avril 2002, p. 35-55 : dossier Fichte. Contient : Christine Noel: "Fichte et le droit au travail" (p. 35) et Olivier Lahbib: "L'éducation chez Fichte d'après les Discours à la nation allemande" (p. 47).
2. 57e année, no 1, septembre-octobre 2006, p. 13-28 : Henri Dilberman, "L'Éducation entre liberté et contrainte, selon le Fondement du droit naturel de Fichte".

- Marc Maesschalck, « Monde et conscience chez Fichte. Pour une lecture husserlienne », dans Robert Brisart et Raphaël Célis (dir.), L’évidence du monde : Méthode et empirie de la phénoménologie, Bruxelles, Presses de l’Université Saint-Louis, 1994 (ISBN 9782802803997, lire en ligne), p. 232-257
- Emmanuel Tourpe, « Fichte et la France. Tome 1 : Fichte et la philosophie française: nouvelles approches. Sous la direction de Ives Radrizzani (Compte-rendu) », Revue Philosophique de Louvain, vol. 96, no 1,‎ 1998, p. 154-158 (lire en ligne, consulté le 27 juillet 2021).

#### Ouvrages généraux
- Lucien Calvié, Le Renard et les raisins. La Révolution française et les intellectuels allemands. 1789-1845, Paris, Études et Documentation Internationales(ÉDI), 1989,  (ISBN 2-85139-094-5).
- Dans: Jacques Rivelaygue, Leçons de métaphysique allemande, tome I, « De Leibniz à Hegel », Préface de Luc Ferry, chapitre IV de la deuxième section : « La genèse du système hégélien » : « La rencontre avec Hölderlin », Paris, Grasset & Fasquelle, 1990, biblio Le Livre de Poche essais No 4341, p. 199-228  (ISBN 2-253-94341-X).
- Jean-Édouard Spenlé, La pensée allemande : de Luther à Nietzsche, Armand Colin, 1940.
- Miklós Vető, « Fichte », dans Dominique Folscheid (dir.), La philosophie allemande de Kant à Heidegger, Presses universitaires de France, coll. « Premier Cycle », 1993 (ISBN 2 13 045256 6), p. 47-74.